# ليني هنري
ليني هنري هو ممثل،مغني،كوميديان وكاتب بريطاني ولد في 29 أغسطس 1958.

## روابط خارجية
ليني هنري على موقع IMDb (الإنجليزية)
- ليني هنري على موقع الموسوعة البريطانية (الإنجليزية)
- ليني هنري على موقع ألو سيني (الفرنسية)
- ليني هنري على موقع ميوزك برينز (الإنجليزية)
- ليني هنري على موقع أول موفي (الإنجليزية)
- ليني هنري على موقع قاعدة بيانات الأفلام السويدية (السويدية)
- ليني هنري على موقع إن إن دي بي (الإنجليزية)
- ليني هنري على موقع ديسكوغز (الإنجليزية)
- ليني هنري على موقع قاعدة بيانات الفيلم (الإنجليزية)
- ليني هنري على موقع كينوبويسك (الروسية)